# Rohan Bopanna
Rohan Bopanna (født 4. marts 1980) er en indisk tennisspiller. Han repræsenterede sit land under Sommer-OL 2012 i London, hvor han blev slået ud i anden runde i double.